# Godofredo I de Namur
Godofredo I de Namur (Namur, Bélgica, 1068 - 19 de outubro de 1139) foi conde do Château-Porcien de 1087 a 1102 e conde de Namur de 1105 a 1139, ano da sua morte. 

## Relações Familiares
Foi filho de Alberto III de Namur (1027 - 1102), conde de Namur e de Ida do Saxe, condessa de La Roche e filha de Bernardo II da Saxónia (995 - 29 de junho de 1059) e de Eilica de Schweinfurt. 
Casou com duas vezes, a primeira em 1087 Sibila de Château-Porcien, filha de Rogério de Château-Porcien, de quem teve:
1. Isabel de Namur casada com Gervásio de Rethel (? - 1124), conde de Rethel.
2. Flandrina de Namur casada com Hugo de Epinoy.

O segundo casamento foi em 1109 com Ermesinda do Luxemburgo (1075 - 1143), filha de Clemência da Aquitânia (1060 - 4 de janeiro de 1142) e de  Conrado I de Luxemburgo (1040 - 8 de agosto de 1086), de quem teve:  
1. Adelaide de Namur (1112 - 1168) casada com Balduíno IV de Hainaut,[1]. conde de Hainaut.
2. Henrique de Aveugle, conde de Namur (1113 - 14 de Outubro de 1196) casou por duas vezes, a primeira com Laurette da Lorena e a segunda com Inês de Geldern.
3. Beatriz de Namur casou com Gonthier de Rethel, conde de Rethel.
4. Clemência de Namur (c. 1112 - 1158) casou com Conrado I de Zähringen (1090 - 8 de janeiro de 1152.
5. Alberto de Namur.